# Propositie
Een propositie of bewering is in de logica een declaratieve zin die of waar of onwaar kan zijn. Een bewering onderscheidt zich van een zin doordat een zin alleen een formulering van een bewering is, terwijl er vele andere formuleringen kunnen zijn die dezelfde bewering uitdrukken. 'Bewering' kan naar een zin, een idee of bijvoorbeeld een wiskundige stelling verwijzen die door een zin wordt uitgedrukt. De propositielogica is de tak van de logica die zich met het redeneren met proposities bezighoudt.
In de taalfilosofie bepleitte Peter Strawson om de voorkeur aan bewering te geven boven propositie. Dezelfde bewering kan volgens hem worden gedaan met verschillende proposities. 'Ieder mens is een man', 'Iedereen is een man'.

## Voorbeelden
"Een kabeljauw is een vis" is een ware propositie.
"Een kabeljauw is een zoogdier" is een onware propositie.
"Een kabeljauw is vers" is een contingente propositie.
"Is dit een kabeljauw?" is een vraag en geen propositie.
Voorbeelden van zinnen die beweringen zijn:
- "Socrates is een man."
- "Een driehoek heeft drie zijden."
- "Parijs is de hoofdstad van Spanje."

De eerste twee beweringen zijn waar, de derde is onwaar.
Voorbeelden van zinnen die geen beweringen zijn:
- "Wie bent u?"
- "Vlucht!"
- "Groenheid wandelt rond."
- "Ik had een grunks over de eiplant daar."

De eerste twee voorbeelden zijn geen declaratieve zinnen en daarom ook geen beweringen.
Het derde en vierde voorbeeld zijn declaratieve zinnen, maar omdat zij betekenis ontberen, zijn zij noch waar noch onwaar. Om die redenen zijn dit geen beweringen.

## Andere betekenis
Een propositie in marketing is een voorstel of aanbod.